# 다키아
다키아(라틴어: Dacia)는 고대에 다키아인과 게타이인이 거주하고 있던 지역을 가리킨다. 현재의 루마니아와 몰도바 영토에 해당되고, 동쪽은 티소강, 서쪽은 헝가리, 남쪽은 도나우강, 북쪽은 카르파티아산맥의 삼림 지대까지이다. 루마니아어로는, "다치아"라고 읽는다.

## 역사
일찍이 다키아인이 살았으며, 부레비스타가 첫 통일국가를 세우고 수도를 카르파티아산맥 높은 곳으로 정한 뒤, 1세기에 사르미제게투사가 수도로 정해졌다.
도미티아누스 황제 시대에 나타난 데케발루스는 왕을 자칭하고 로마를 공격하여 로마에 패배를 안겨주었다. 곧이어 로마가 반격을 시작하고 수 차례 다키아를 패배시키며 수도에 다다르나 수도에서의 진격이 함정에 대한 우려 등으로 끌어지고 판노니아에서 게르마니아 부족 마르코만니의 침공으로 패배하자 도미티아누스는 독단적인 평화협정 체결을 한다.
도미티아누스의 여러 실책을 본 로마의 민중들은 다키아에 사망한 장군 사비누스와 모이시아 총독 푸스쿠스에 대한 복수도 하지 않은 채 죽게 하며 전장에서 빈털터리로 돌아온 거나 다름없는 지경과 겉만 다키아를 종속국으로 만들고 다키아에 퍼줘야 하는 이득될 거 없는 협정 안을 더더욱 강도 높게 비판하며 식어가던 도미티아누스의 인기는 더더욱 꺼져가 더 이상 시민들의 갈채와 환호를 받기가 힘들어지게 된다. 데케발루스는 국경 방위를 위해 로마가 지원해준 돈과 장인, 전쟁 무기 등을 자신들의 사익을 위해 쓰며 중요 전략적 고지에 새 수도를 건설하고 기존의 것들을 보강을 하며 기반을 차곡차곡 쌓아갔다. 이후 트라야누스 집권까지 다키아는 로마에 반항을 하며 로마와의 관계를 더더욱 악화시켜간다.
다키아는 나중에 게르만족의 이주를 1차로 막는 역할을 하였으나 지속적으로 침입 이주하는 이민족을 막는 방법이 없자 로마가 이 지방을 지키는 것이 힘들어졌고 결국 270년에 다키아에서 모든 로마인들을 다뉴브강 이남으로 철수시켜 다키아 속주는 사라졌다.

## 같이 보기
- 다키아인
- 트라야누스 원주
- 트라야누스 다리